# Prospektteori
Prospektteori avser en teori inom kognitiv psykologi som beskriver hur människor väljer mellan olika probabilistiska alternativ som är riskfyllda, när sannolikheterna för olika utfall är okända. Teorin fastställer att människor tar beslut utifrån potentiella värderingar av vinster och förluster snarare än det slutgiltiga resultatet, och att människor utvärderar dessa vinster och förluster med hjälp av heuristiska tillvägagångssätt (tumregler). Teorins modell är deskriptiv; den vill alltså beskriva faktiskt beteende hos människor snarare än att definiera optimala beslut, vilket normativa modeller gör.
Teorin lanserades 1979 och vidareutvecklades 1992 av Daniel Kahneman och Amos Tversky som en psykologiskt mer träffsäker modell av beslutsfattande jämfört med teorin om förväntad nytta. I den ursprungliga formuleringen hänvisade termen prospekt till ett lotteri. Den vetenskapliga artikeln "Prospect Theory: An Analysis of Decision under Risk" (1979) har kallats en banbrytande artikel inom beteendeekonomi.